# Аделмансфелден
Аделмансфелден (њем. Adelmannsfelden) општина је у њемачкој савезној држави Баден-Виртемберг. Једно је од 42 општинска средишта округа Осталб. Према процјени из 2010. у општини је живјело 1.836 становника. Посједује регионалну шифру (AGS) 8136003.

## Географија
Аделмансфелден се налази у савезној држави Баден-Виртемберг у округу Осталб. Општина се налази на надморској висини од 471 метра. Површина општине износи 22,9 km².

## Становништво
У самом мјесту је, према процјени из 2010. године, живјело 1.836 становника. Просјечна густина становништва износи 80 становника/km².

## Међународна сарадња
| Мјесто           | Држава  | Врста сарадње | Од    |
| ---------------- | ------- | ------------- | ----- |
| Бањара ди Ромања | Италија | партнерство   | 2007. |
| Извор            |         |               |       |